# ヒウチダイ科
ヒウチダイ科（学名：Trachichthyidae）は、キンメダイ目に所属する魚類の分類群の一つ。ヒウチダイ・ハシキンメなど、底生性の深海魚を中心に8属49種が記載される。

## 分布・生態
ヒウチダイ科の魚類はすべて海水魚で、太平洋・インド洋・大西洋など世界中の海に幅広く分布する。水深100mから1,500mにかけての海底付近を遊泳する底生魚のグループであり、ほとんどの種類は深海で生活している。日本の近海からは少なくとも3属（ヒウチダイ属・ハリダシエビス属・ハシキンメ属）が知られ、ハシキンメ（Gephyroberyx japonicus）など一部は食用魚として利用される。
三大洋に広く産するオレンジラフィー（Orange roughy、Deep sea perch、Hoplostethus atlanticus）をはじめ、ラフィーと総称される一部の種類は重要な食用魚として、世界各地で漁獲対象になっている。低水温の深海で暮らす本科魚類は一般に成長および繁殖のサイクルが遅いため、乱獲による資源の枯渇が懸念されている。オレンジラフィーの漁獲は1980年代初頭にニュージーランド近海で始まり、わずか6年で資源量の70%減少、ならびに遺伝的多様性の著しい低下を招いた。 

## 形態

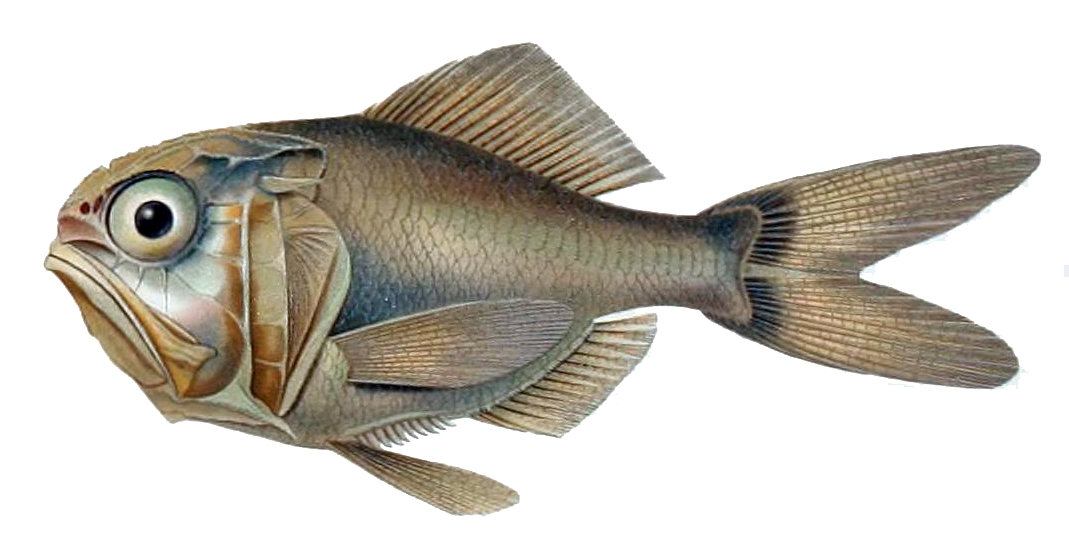
シソヒウチ（Hoplostethus mediterraneus）。いかつい頭部と腹部の稜鱗、深く二叉した尾鰭は本科魚類の特徴である

ヒウチダイ科の仲間は左右に平たく側扁した体型をもち、最大種では55cmほどにまで成長する。体高は非常に高い Trachichthys 属から、中程度のハシキンメ属・ヒウチダイ属まで幅がある。頭部の皮膚は多孔性であるとともに、深く広い感覚溝が走行し、独特のいかつい外観を呈する。ハリダシエビス属の一部の種類は生物発光を行うことが知られている。
本科魚類は鱗の形態に特徴があり、側線鱗は他の鱗の数倍の大きさをもつ。体側鱗の大きさや配列は不規則で、形状は種によって異なり、厚くトゲ状で剥がれにくいものから薄く脆弱な円鱗までさまざま。腹部正中に甲板状の大きな稜鱗を備える種類もある。
背鰭は3-8本の棘条と10-19本の軟条で構成される。臀鰭は2-3棘8-12軟条で、腹鰭は1棘6-7軟条。尾鰭には上葉と下葉に4-7本ずつの微小なトゲを備える。
前鰓蓋骨に明瞭なトゲをもつ。キンメダマシ属（キンメダイ科）と共通する特徴として、後擬鎖骨に後向きのトゲが存在する。

## 分類
ヒウチダイ科にはNelson（2016）の体系において8属49種が認められている。本稿では、FishBaseに記載される8属52種についてリストする。
白亜紀後期に絶滅した化石群として、南極大陸から Antarctiberyx 属、イタリアから Lissoberyx 属がそれぞれ出土している。

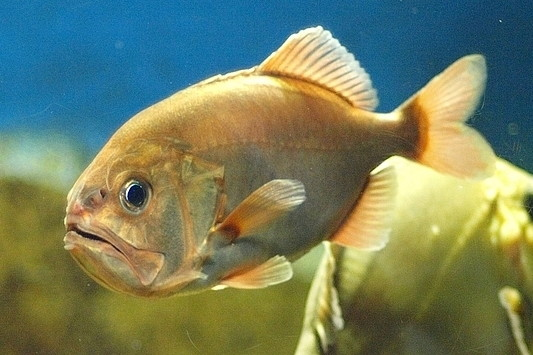
ハシキンメ Gephyroberyx japonicus （ハシキンメ属）。頭部は発達した感覚溝によるごつごつした形状をとり、本科魚類の外観を特徴づけている。本種を G. darwinii のシノニムとみなす見解もある

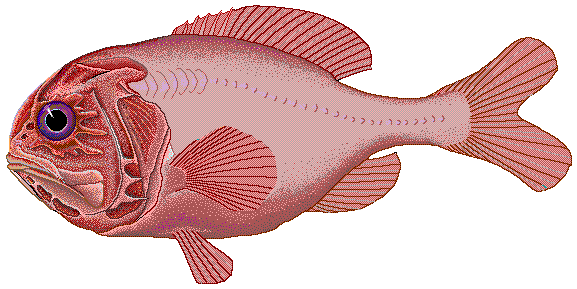
オレンジラフィー Orange roughy、Hoplostethus atlanticus （ヒウチダイ属）。大西洋・インド太平洋に幅広く分布する水産重要種。寿命は非常に長く、100歳を超える例も報告されている

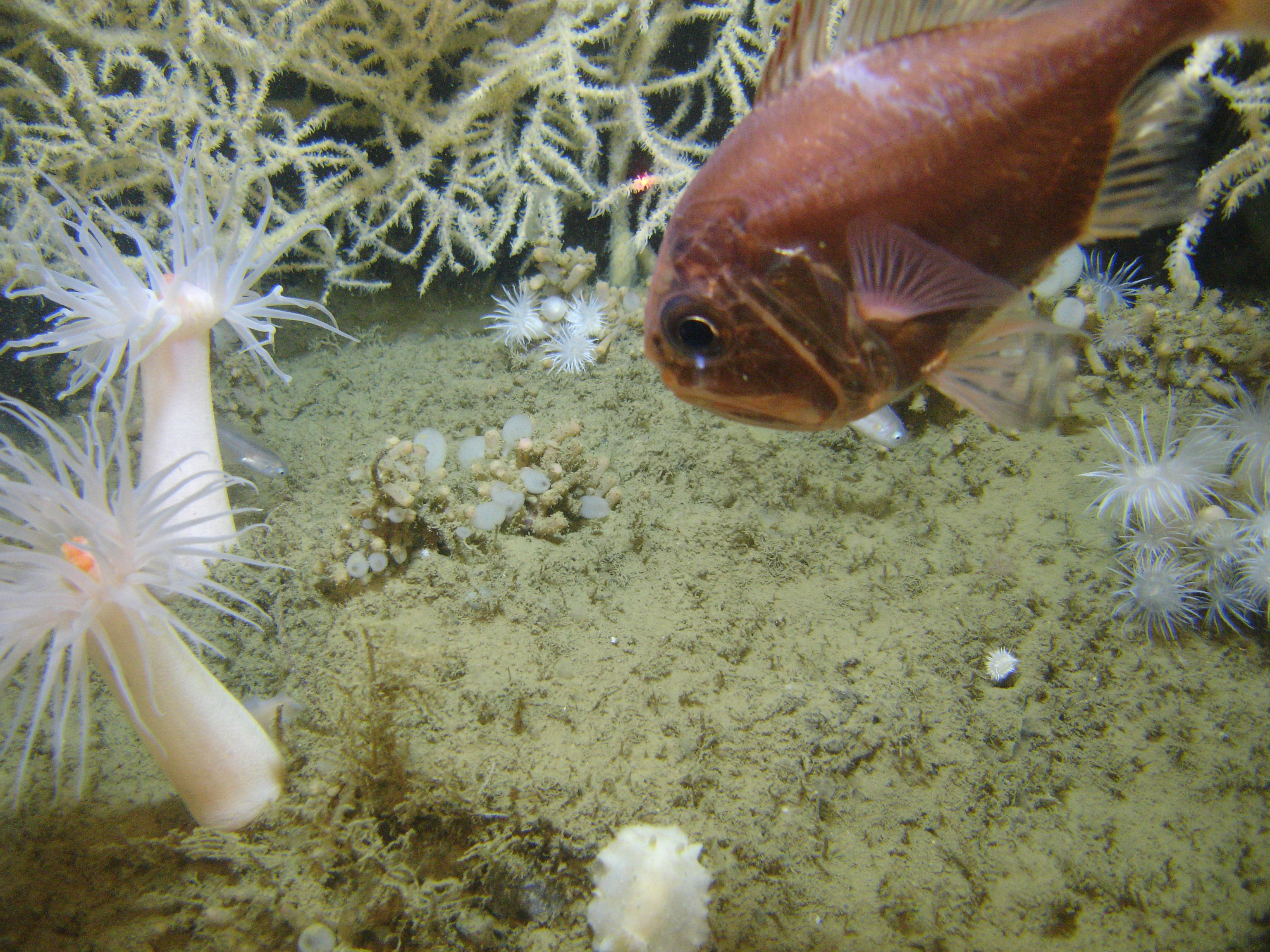
ニシヒウチダイ Hoplostethus occidentalis （ヒウチダイ属）。大西洋の深海に生息する

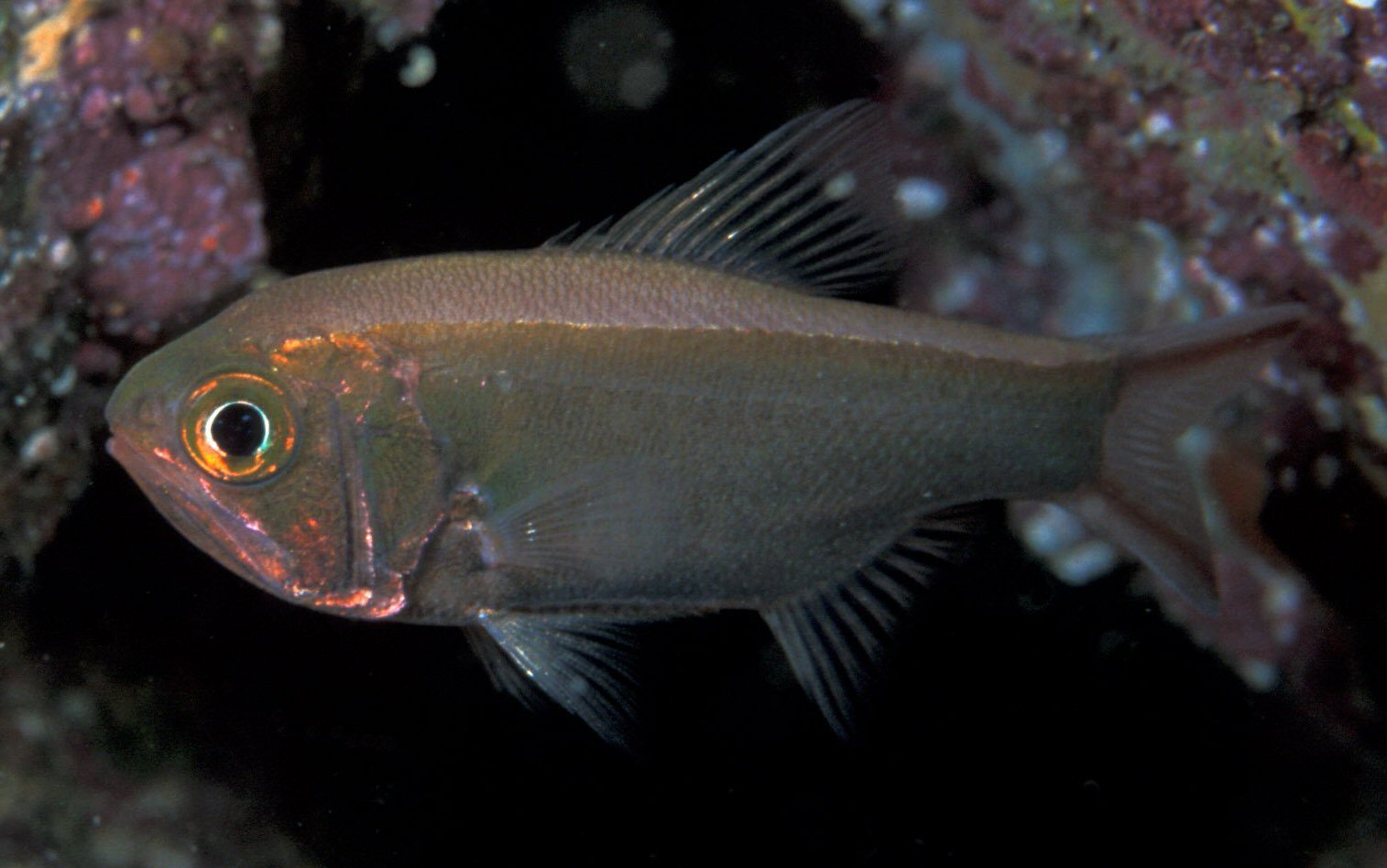
スレンダーラフィー（Optivus elongatus）。ニュージーランド近海に固有で、本科魚類としては比較的浅い水深15-35mの範囲に多い

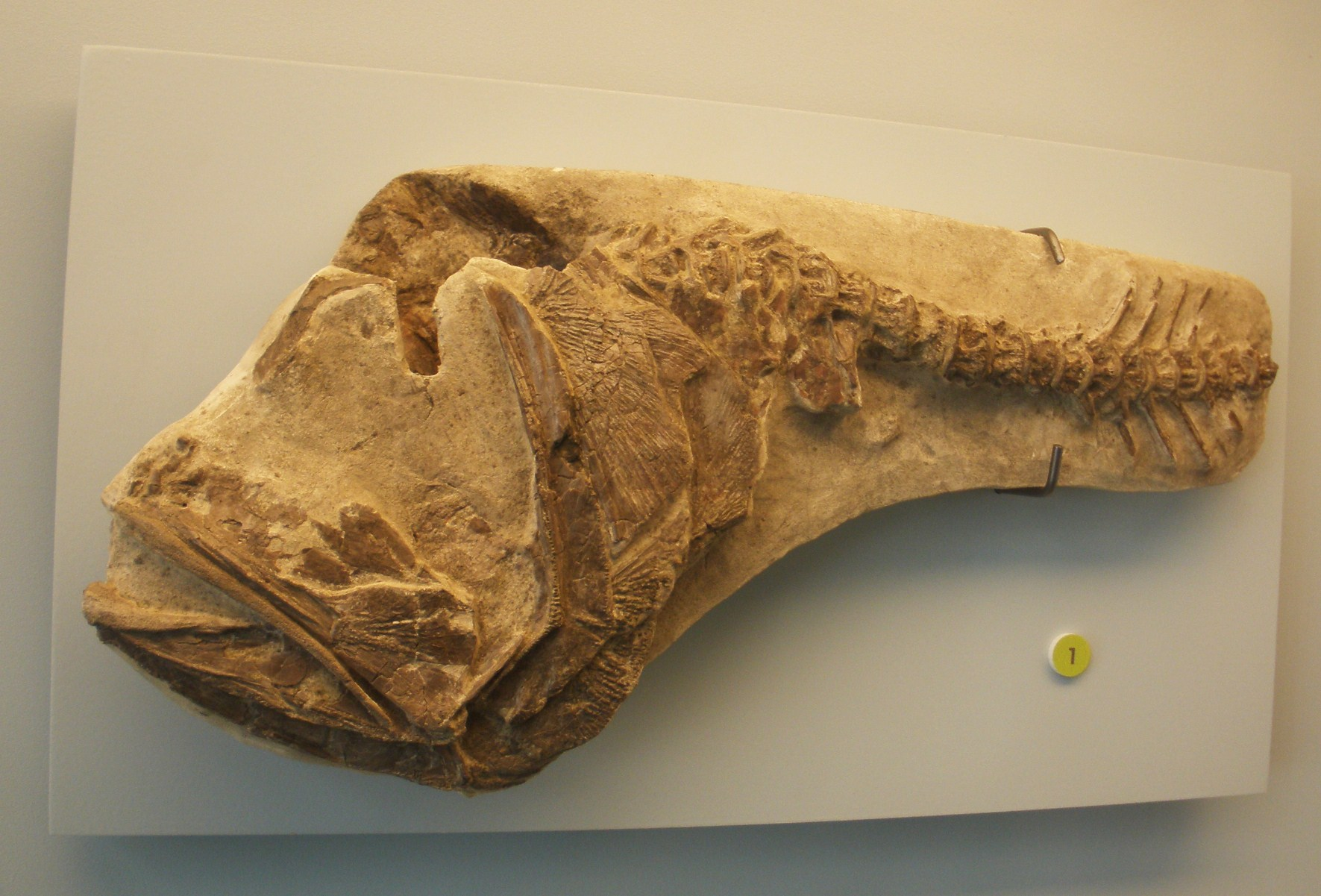
Hoplopteryx 属（絶滅）の一種。本科には複数の絶滅属が知られ、主に白亜紀後期の地層から化石が出土している

- ハリダシエビス属 Aulotrachichthys
  - Aulotrachichthys argyrophanus
  - Aulotrachichthys atlanticus
  - Aulotrachichthys heptalepis
  - オオバンハリダシエビス Aulotrachichthys latus[6]
  - Aulotrachichthys novaezelandicus
  - Aulotrachichthys nyx
  - ハリダシエビス Aulotrachichthys prosthemius
  - Aulotrachichthys pulsator
  - Aulotrachichthys sajademalensis
  - ネジトゲハリダシエビス Aulotrachichthys spiralis[6]
  - ミナミハリダシエビス Aulotrachichthys titan[6]
- ハシキンメ属 Gephyroberyx
  - Gephyroberyx darwinii
  - ハシキンメ Gephyroberyx japonicus
- ヒウチダイ属 Hoplostethus
  - Hoplostethus abramovi
  - オレンジラフィー Hoplostethus atlanticus
  - Hoplostethus cadenati
  - Hoplostethus confinis
  - Hoplostethus crassispinus
  - Hoplostethus druzhinini
  - Hoplostethus fedorovi
  - Hoplostethus fragilis
  - Hoplostethus gigas
  - コンドウヒウチ Hoplostethus grandperrini
  - Hoplostethus intermedius
  - ヒウチダイ Hoplostethus japonicus
  - Hoplostethus latus
  - Hoplostethus marisrubri
  - シソヒウチ[7] Hoplostethus mediterraneus
  - Hoplostethus melanopeza
  - Hoplostethus melanopterus
  - クロヒウチ Hoplostethus melanopus
  - ヤシャヒウチダイ[8] Hoplostethus mento
  - Hoplostethus metallicus
  - Hoplostethus mikhailini
  - ニシヒウチダイ Hoplostethus occidentalis
  - タイヘイヨウヒウチダイ Hoplostethus pacificus
  - Hoplostethus ravurictus
  - Hoplostethus rifti
  - Hoplostethus robustispinus
  - マルヒウチダイ Hoplostethus roseus
  - Hoplostethus rubellopterus
  - Hoplostethus shubnikovi
  - Hoplostethus tenebricus
  - Hoplostethus vniro
- Optivus 属
  - Optivus agastos
  - Optivus agrammus
  - Optivus elongatus
- Paratrachichthys 属
  - Paratrachichthys fernandezianus
  - シンウチエビス[9] Paratrachichthys trailli
- Parinoberyx 属
  - Parinoberyx horridus
- Sorosichthys 属
  - Sorosichthys ananassa
- Trachichthys 属
  - Trachichthys australis